# 辛西亞 (密西西比州)
辛西亞（英語：Cynthia）是位於美國密西西比州海恩茲縣的非建制地區。

## 歷史
辛西亞的郵局於1887年設立，其後於1935年停運。

## 地理
辛西亞所處的海拔為高於海平面100米（即328英呎），而該地所採用的時區為UTC-6，即北美中部時區（CST）。同時該地設有夏令時間，為UTC-6調快一小時，即UTC-5（CDT）。